# Česko na Letních olympijských hrách 2024
Česko na Letních olympijských hrách 2024 pořádaných v Paříži reprezentovali sportovci, kteří splnili kvalifikační kritéria, nebo získali pozvání od Mezinárodního olympijského výboru či příslušných sportovních federací. V Paříži nakonec po odstoupení tenistky Vondroušové a zápasníka Omarova závodilo 111 českých sportovců včetně jednoho náhradníka. Čeští sportovci nakonec získali 5 medailí, což byl do té doby nejnižší výsledek v samostatné historii, ale díky třem zlatým se umístili na 28. místě v pořadí národů.

## Medailisté
| Medaile | Jméno                                           | Sport                   | Disciplína         | Datum dosažení |
| ------- | ----------------------------------------------- | ----------------------- | ------------------ | -------------- |
| Zlato   | Kateřina Siniaková Tomáš Macháč                 | Tenis                   | Smíšená čtyřhra    | 2. srpna       |
| Zlato   | Martin Fuksa                                    | Kanoistika (rychlostní) | Muži – C1 1000m    | 9. srpna       |
| Zlato   | Josef Dostál                                    | Kanoistika (rychlostní) | Muži – K1 1000m    | 10. srpna      |
| Bronz   | Jiří Beran Jakub Jurka Martin Rubeš Michal Čupr | Šerm                    | Muži – kord týmy   | 2. srpna       |
| Bronz   | Nikola Ogrodníková                              | Atletika                | Ženy – hod oštěpem | 10. srpna      |

| Medaile podle sportů | Medaile podle sportů     | Medaile podle sportů        | Medaile podle sportů        | Medaile podle sportů |
| -------------------- | ------------------------ | --------------------------- | --------------------------- | -------------------- |
| Sport                | Zlatá olympijská medaile | Stříbrná olympijská medaile | Bronzová olympijská medaile | Celkem               |
| Kanoistika           | 2                        | 0                           | 0                           | 2                    |
| Tenis                | 1                        | 0                           | 0                           | 1                    |
| Atletika             | 0                        | 0                           | 1                           | 1                    |
| Šerm                 | 0                        | 0                           | 1                           | 1                    |
| Celkem               | 3                        | 0                           | 2                           | 5                    |

| Medaile podle data | Medaile podle data | Medaile podle data       | Medaile podle data          | Medaile podle data          | Medaile podle data |
| ------------------ | ------------------ | ------------------------ | --------------------------- | --------------------------- | ------------------ |
| Den                | Datum              | Zlatá olympijská medaile | Stříbrná olympijská medaile | Bronzová olympijská medaile | Celkem             |
| 8                  | 2. srpen           | 1                        | 0                           | 1                           | 2                  |
| 15                 | 9. srpen           | 1                        | 0                           | 0                           | 1                  |
| 16                 | 10. srpen          | 1                        | 0                           | 1                           | 2                  |
| Celkem             | Celkem             | 3                        | 0                           | 2                           | 5                  |

| Medaile podle pohlaví | Medaile podle pohlaví    | Medaile podle pohlaví       | Medaile podle pohlaví       | Medaile podle pohlaví | Medaile podle pohlaví |
| --------------------- | ------------------------ | --------------------------- | --------------------------- | --------------------- | --------------------- |
| Pohlaví               | Zlatá olympijská medaile | Stříbrná olympijská medaile | Bronzová olympijská medaile | Celkem                | Procenta              |
| Muži                  | 2                        | 0                           | 1                           | 3                     | 60 %                  |
| Ženy                  | 0                        | 0                           | 1                           | 1                     | 20 %                  |
| Smíšené               | 1                        | 0                           | 0                           | 1                     | 20 %                  |
| Celkem                | 3                        | 0                           | 2                           | 5                     | 100%                  |

## Seznam všech zúčastněných sportovců
| Jméno                   | Pohlaví | Věk    | Sport                              | Na olympic.cz |
| ----------------------- | ------- | ------ | ---------------------------------- | ------------- |
| Jakub Dudycha           | Muž     | 18 let | Atletika                           | Zde           |
| Tomáš Habarta           | Muž     | 21 let | Atletika                           | Zde           |
| Patrik Hájek            | Muž     | 25 let | Atletika                           | Zde           |
| Vít Hlaváč              | Muž     | 27 let | Atletika                           | Zde           |
| David Holý              | Muž     | 26 let | Atletika                           | Zde           |
| Tereza Hrochová         | Žena    | 28 let | Atletika                           | Zde           |
| Michaela Hrubá          | Žena    | 26 let | Atletika                           | Zde           |
| Nikoleta Jíchová        | Žena    | 23 let | Atletika                           | Zde           |
| Radek Juška             | Muž     | 31 let | Atletika                           | Zde           |
| Matěj Krsek             | Muž     | 24 let | Atletika                           | Zde           |
| Eduard Kubelík          | Muž     | 21 let | Atletika                           | Zde           |
| Ondřej Macík            | Muž     | 23 let | Atletika                           | Zde           |
| Karolína Maňasová       | Žena    | 20 let | Atletika                           | Zde           |
| Lurdes Gloria Manuel    | Žena    | 19 let | Atletika                           | Zde           |
| Eliška Martínková       | Žena    | 22 let | Atletika                           | Zde           |
| Petr Meindlschmid       | Muž     | 18 let | Atletika                           | Zde           |
| Vít Müller              | Muž     | 27 let | Atletika                           | Zde           |
| Volodymyr Myslyvčuk     | Muž     | 28 let | Atletika                           | Zde           |
| Tomáš Němejc            | Muž     | 24 let | Atletika                           | Zde           |
| Nikola Ogrodníková      | Žena    | 33 let | Atletika                           | Zde           |
| Tereza Petržilková      | Žena    | 30 let | Atletika                           | Zde           |
| Kristiina Sasínek Mäki  | Žena    | 32 let | Atletika                           | Zde           |
| Petra Sičaková          | Žena    | 21 let | Atletika                           | Zde           |
| Tomáš Staněk            | Muž     | 33 let | Atletika                           | Zde           |
| Moira Stewartová        | Žena    | 29 let | Atletika                           | Zde           |
| Matěj Ščerba            | Muž     | 25 let | Atletika                           | Zde           |
| Jan Štefela             | Muž     | 23 let | Atletika                           | Zde           |
| Amálie Švábíková        | Žena    | 24 let | Atletika                           | Zde           |
| Jakub Vadlejch          | Muž     | 33 let | Atletika                           | Zde           |
| Lada Vondrová           | Žena    | 24 let | Atletika                           | Zde           |
| Ondřej Král             | Muž     | 25 let | Badminton                          | Zde           |
| Jan Louda               | Muž     | 25 let | Badminton                          | Zde           |
| Adam Mendrek            | Muž     | 28 let | Badminton                          | Zde           |
| Tereza Švábíková        | Žena    | 24 let | Badminton                          | Zde           |
| Iveta Miculyčová        | Žena    | 18 let | Cyklistika (BMX)                   | Zde           |
| Denis Rugovac           | Muž     | 31 let | Cyklistika (dráhová)               | Zde           |
| Jan Voneš               | Muž     | 23 let | Cyklistika (dráhová)               | Zde           |
| Ondřej Cink             | Muž     | 33 let | Cyklistika (horská kola)           | Zde           |
| Adéla Holubová          | Žena    | 21 let | Cyklistika (horská kola)           | Zde           |
| Julia Kopecký           | Žena    | 19 let | Cyklistika (silniční)              | Zde           |
| Mathias Vacek           | Muž     | 22 let | Cyklistika (silniční)              | Zde           |
| Klára Davidson Spilková | Žena    | 29 let | Golf                               | Zde           |
| Sára Kousková           | Žena    | 25 let | Golf                               | Zde           |
| Zofia Burská            | Žena    | 23 let | Jachting                           | Zde           |
| Sára Tkadlecová         | Žena    | 24 let | Jachting                           | Zde           |
| Kateřina Švíková        | Žena    | 23 let | Jachting                           | Zde           |
| Miloslav Příhoda        | Muž     | 34 let | Jezdectví                          | Zde           |
| Miroslav Trunda         | Muž     | 39 let | Jezdectví                          | Zde           |
| David Klammert          | Muž     | 30 let | Judo                               | Zde           |
| Lukáš Krpálek           | Muž     | 33 let | Judo                               | Zde           |
| Renata Zachová          | Žena    | 24 let | Judo                               | Zde           |
| Josef Dostál            | Muž     | 31 let | Kanoistika (rychlostní)            | Zde           |
| Martin Fuksa            | Muž     | 31 let | Kanoistika (rychlostní)            | Zde           |
| Petr Fuksa              | Muž     | 25 let | Kanoistika (rychlostní)            | Zde           |
| Daniel Havel            | Muž     | 32 let | Kanoistika (rychlostní)            | Zde           |
| Jakub Špicar            | Muž     | 31 let | Kanoistika (rychlostní)            | Zde           |
| Anežka Paloudová        | Žena    | 25 let | Kanoistika (rychlostní)            | Zde           |
| Tereza Fišerová         | Žena    | 26 let | Kanoistika (slalom na divoké vodě) | Zde           |
| Antonie Galušková       | Žena    | 23 let | Kanoistika (slalom na divoké vodě) | Zde           |
| Jiří Prskavec           | Muž     | 31 let | Kanoistika (slalom na divoké vodě) | Zde           |
| Lukáš Rohan             | Muž     | 29 let | Kanoistika (slalom na divoké vodě) | Zde           |
| Gabriela Satková        | Žena    | 22 let | Kanoistika (slalom na divoké vodě) | Zde           |
| Marie Horáčková         | Žena    | 26 let | Lukostřelba                        | Zde           |
| Adam Li                 | Muž     | 26 let | Lukostřelba                        | Zde           |
| Marek Grycz             | Muž     | 26 let | Moderní pětiboj                    | Zde           |
| Lucie Hlaváčková        | Žena    | 18 let | Moderní pětiboj                    | Zde           |
| Veronika Novotná        | Žena    | 23 let | Moderní pětiboj                    | Zde           |
| Martin Vlach            | Muž     | 27 let | Moderní pětiboj                    | Zde           |
| Daniel Gracík           | Muž     | 19 let | Plavání                            | Zde           |
| Kristýna Horská         | Žena    | 26 let | Plavání                            | Zde           |
| Miroslav Knedla         | Muž     | 19 let | Plavání                            | Zde           |
| Barbora Seemanová       | Žena    | 24 let | Plavání                            | Zde           |
| Martin Straka           | Muž     | 23 let | Plavání (dálkové)                  | Zde           |
| Barbora Hermannová      | Žena    | 33 let | Plážový volejbal                   | Zde           |
| Ondřej Perušič          | Muž     | 29 let | Plážový volejbal                   | Zde           |
| David Schweiner         | Muž     | 30 let | Plážový volejbal                   | Zde           |
| Marie-Sára Štochlová    | Žena    | 25 let | Plážový volejbal                   | Zde           |
| Soňa Artamonová         | Žena    | 16 let | Sportovní gymnastika               | Zde           |
| Adam Ondra              | Muž     | 31 let | Sportovní lezení                   | Zde           |
| Veronika Blažíčková     | Žena    | 21 let | Sportovní střelba                  | Zde           |
| Jiří Lipták             | Muž     | 42 let | Sportovní střelba                  | Zde           |
| Petr Nymburský          | Muž     | 29 let | Sportovní střelba                  | Zde           |
| Martin Podhráský        | Muž     | 40 let | Sportovní střelba                  | Zde           |
| Jiří Přívratský         | Muž     | 23 let | Sportovní střelba                  | Zde           |
| Matěj Rampula           | Muž     | 24 let | Sportovní střelba                  | Zde           |
| František Smetana       | Muž     | 26 let | Sportovní střelba                  | Zde           |
| Barbora Šumová          | Žena    | 29 let | Sportovní střelba                  | Zde           |
| Jakub Tomeček           | Muž     | 33 let | Sportovní střelba                  | Zde           |
| Hana Matelová           | Žena    | 34 let | Stolní tenis                       | Zde           |
| Jiří Beran              | Muž     | 42 let | Šerm                               | Zde           |
| Michal Čupr (náhradník) | Muž     | 32 let | Šerm                               | Zde           |
| Alexander Choupenitch   | Muž     | 30 let | Šerm                               | Zde           |
| Jakub Jurka             | Muž     | 25 let | Šerm                               | Zde           |
| Martin Rubeš            | Muž     | 27 let | Šerm                               | Zde           |
| Dominika Hronová        | Žena    | 25 let | Taekwondo                          | Zde           |
| Petra Štolbová          | Žena    | 23 let | Taekwondo                          | Zde           |
| Barbora Krejčíková      | Žena    | 28 let | Tenis                              | Zde           |
| Tomáš Macháč            | Muž     | 23 let | Tenis                              | Zde           |
| Jakub Menšík            | Muž     | 18 let | Tenis                              | Zde           |
| Karolína Muchová        | Žena    | 27 let | Tenis                              | Zde           |
| Linda Nosková           | Žena    | 19 let | Tenis                              | Zde           |
| Adam Pavlásek           | Muž     | 29 let | Tenis                              | Zde           |
| Kateřina Siniaková      | Žena    | 28 let | Tenis                              | Zde           |
| Petra Kuříková          | Žena    | 32 let | Triatlon                           | Zde           |
| Pavlína Flamíková       | Žena    | 25 let | Veslování                          | Zde           |
| Lenka Lukšová           | Žena    | 32 let | Veslování                          | Zde           |
| Radka Novotníková       | Žena    | 29 let | Veslování                          | Zde           |
| Anna Šantrůčková        | Žena    | 23 let | Veslování                          | Zde           |
| Jiří Šimánek            | Muž     | 28 let | Veslování                          | Zde           |
| Miroslav Vraštil        | Muž     | 41 let | Veslování                          | Zde           |
| Kamil Kučera            | Muž     | 39 let | Vzpírání                           | Zde           |

## Počet soutěžících v jednotlivých sportech
| Sport                | Druh sportu           | Muži | Ženy | Celkem |
| -------------------- | --------------------- | ---- | ---- | ------ |
| Atletika             | -                     | 17   | 13   | 30     |
| Badminton            | -                     | 3    | 1    | 4      |
| Cyklistika           | BMX                   | 0    | 1    | 1      |
| Cyklistika           | dráhová               | 2    | 0    | 2      |
| Cyklistika           | horská kola           | 1    | 1    | 2      |
| Cyklistika           | silniční              | 1    | 1    | 2      |
| Golf                 |                       | 0    | 2    | 2      |
| Jachting             |                       | 0    | 3    | 3      |
| Jezdectví            | všestrannost          | 2    | 0    | 2      |
| Judo                 |                       | 2    | 1    | 3      |
| Kanoistika           | rychlostní            | 5    | 1    | 6      |
| Kanoistika           | slalom na divoké vodě | 2    | 3    | 5      |
| Lukostřelba          | -                     | 1    | 1    | 2      |
| Moderní pětiboj      | -                     | 2    | 2    | 4      |
| Plavání              | bazénové              | 2    | 2    | 4      |
| Plavání              | dálkové               | 1    | 0    | 1      |
| Sportovní gymnastika | -                     | 0    | 1    | 1      |
| Sportovní lezení     | -                     | 1    | 0    | 1      |
| Sportovní střelba    | -                     | 7    | 2    | 9      |
| Stolní tenis         | -                     | 0    | 1    | 1      |
| Šerm                 | -                     | 5    | 0    | 5      |
| Taekwondo            | -                     | 0    | 2    | 2      |
| Tenis                | -                     | 3    | 4    | 7      |
| Triatlon             | -                     | 0    | 1    | 1      |
| Veslování            | -                     | 2    | 4    | 6      |
| Vzpírání             |                       | 1    | 0    | 1      |
| Volejbal             | plážový               | 2    | 2    | 4      |
| Celkem               | Celkem                | 62   | 49   | 111    |

## Atletika
Čeští atleti se kvalifikovali na olympijské hry, devět z nich splnilo přímý kvalifikační limit (Lada Vondrová, Lurdes Gloria Manuel, Nikoleta Jíchová, Moira Stewartová, Tereza Hrochová, Amálie Švábíková, Tomáš Staněk, Jakub Vadlejch a Vít Müller), ostatní se kvalifikovali díky pořadí ve světovém žebříčku.

### Běžecké a chodecké disciplíny

#### Muži
| Sportovec      | Disciplína          | Rozběh     | Rozběh     | Opravy   | Opravy | Semifinále  | Semifinále  | Finále      | Finále      |
| Sportovec      | Disciplína          | Výsledek   | Pořadí     | Výsledek | Pořadí | Výsledek    | Pořadí      | Výsledek    | Pořadí      |
| -------------- | ------------------- | ---------- | ---------- | -------- | ------ | ----------- | ----------- | ----------- | ----------- |
| Eduard Kubelík | 200 m               | 21,13      | 42. Op     | 21,20    | 20.    | nepostoupil | nepostoupil | nepostoupil | nepostoupil |
| Ondřej Macík   | 200 m               | 21,04      | 41. Op     | 21,14    | 19.    | nepostoupil | nepostoupil | nepostoupil | nepostoupil |
| Tomáš Němejc   | 200 m               | 21,03      | 40. Op     | 20,84    | 15.    | nepostoupil | nepostoupil | nepostoupil | nepostoupil |
| Matěj Krsek    | 400 m               | 45,71      | 37. Op     | 45,53 PB | 11.    | nepostoupil | nepostoupil | nepostoupil | nepostoupil |
| Jakub Dudycha  | 800 m               | 1:45,62    | 15. Op     | 1:49,94  | 27.    | nepostoupil | nepostoupil | nepostoupil | nepostoupil |
| Vít Müller     | 400 m př.           | 49,44      | 25. Op     | 48,96    | 8.     | nepostoupil | nepostoupil | nepostoupil | nepostoupil |
| Tomáš Habarta  | 3000 m steeplechase | nedokončil | nedokončil | —        | —      | —           | —           | nepostoupil | nepostoupil |

#### Ženy
| Sportovec              | Disciplína  | Rozběh   | Rozběh | Opravy   | Opravy | Semifinále   | Semifinále   | Finále       | Finále       |
| Sportovec              | Disciplína  | Výsledek | Pořadí | Výsledek | Pořadí | Výsledek     | Pořadí       | Výsledek     | Pořadí       |
| ---------------------- | ----------- | -------- | ------ | -------- | ------ | ------------ | ------------ | ------------ | ------------ |
| Karolína Maňasová      | 100 m       | 11,11 PB | 18. q  | —        | —      | 11,35        | 24.          | nepostoupila | nepostoupila |
| Lurdes Gloria Manuel   | 400 m       | 52,20    | 38. Op | 50,81    | 6. q   | 51,42        | 22.          | nepostoupila | nepostoupila |
| Tereza Petržilková     | 400 m       | 51,92    | 35. Op | 51,46 SB | 15.    | nepostoupila | nepostoupila | nepostoupila | nepostoupila |
| Lada Vondrová          | 400 m       | 51,80    | 32. Op | 52,15    | 21.    | nepostoupila | nepostoupila | nepostoupila | nepostoupila |
| Kristiina Sasínek Mäki | 1500 m      | 4:06,07  | 26. Op | 4:07,80  | 14.    | nepostoupila | nepostoupila | nepostoupila | nepostoupila |
| Nikoleta Jíchová       | 400 m př.   | 55,45    | 25. Op | 55,31    | 12.    | nepostoupila | nepostoupila | nepostoupila | nepostoupila |
| Tereza Hrochová        | Maraton     | —        | —      | —        | —      | —            | —            | 2:30:00      | 26.          |
| Moira Stewartová       | Maraton     | —        | —      | —        | —      | —            | —            | 2:38:07 SB   | 66.          |
| Eliška Martínková      | 20 km chůze | —        | —      | —        | —      | —            | —            | 1:32:30      | 27.          |

#### Smíšené disciplíny
| Sportovec                    | Disciplína    | Finále      | Finále      |
| Sportovec                    | Disciplína    | Výsledek    | Pořadí      |
| ---------------------------- | ------------- | ----------- | ----------- |
| Vít Hlaváč Eliška Martínková | Maraton chůze | nedokončili | nedokončili |

### Hody, vrhy, skoky

#### Muži
| Sportovec           | Disciplína   | Kvalifikace | Kvalifikace | Finále      | Finále      |
| Sportovec           | Disciplína   | Výsledek    | Pořadí      | Výsledek    | Pořadí      |
| ------------------- | ------------ | ----------- | ----------- | ----------- | ----------- |
| Jan Štefela         | Skok vysoký  | 2,24        | 9. q        | 2,22        | 9.          |
| David Holý          | Skok o tyči  | 5,60        | 20.         | nepostoupil | nepostoupil |
| Matěj Ščerba        | Skok o tyči  | 5,40        | 23.         | nepostoupil | nepostoupil |
| Radek Juška         | Skok daleký  | 8,15        | 2. Q        | 7,83        | 10.         |
| Petr Meindlschmid   | Skok daleký  | 6,97        | 30.         | nepostoupil | nepostoupil |
| Tomáš Staněk        | Vrh koulí    | 21,61 SB    | 2. Q        | 20,37       | 10.         |
| Patrik Hájek        | Hod kladivem | 68,80       | 31.         | nepostoupil | nepostoupil |
| Volodymyr Myslyvčuk | Hod kladivem | 73,84       | 16.         | nepostoupil | nepostoupil |
| Jakub Vadlejch      | Hod oštěpem  | 85,63       | 7. Q        | 88,50       | 4.          |

#### Ženy
| Sportovec          | Disciplína  | Kvalifikace | Kvalifikace | Finále       | Finále                      |
| Sportovec          | Disciplína  | Výsledek    | Pořadí      | Výsledek     | Pořadí                      |
| ------------------ | ----------- | ----------- | ----------- | ------------ | --------------------------- |
| Michaela Hrubá     | Skok vysoký | 1,88        | 15.         | nepostoupila | nepostoupila                |
| Amálie Švábíková   | Skok o tyči | 4,55        | 1. q        | 4,80 NR      | 5.                          |
| Nikola Ogrodníková | Hod oštěpem | 61,16       | 11. q       | 63,68        | Bronzová olympijská medaile |
| Petra Sičaková     | Hod oštěpem | 60,47       | 14.         | nepostoupila | nepostoupila                |

## Badminton
Čeští badmintonisté si vybojovali čtyři účastnická místa na základě olympijského žebříčku Mezinárodní federace badmintonu.
| Sportovec                | Kategorie      | Základní skupina                       | Základní skupina                         | Základní skupina                       | Základní skupina | Osmifinále   | Čtvrtfinále  | Semifinále   | Finále / BM  | Finále / BM  |
| Sportovec                | Kategorie      | Soupeř Skóre                           | Soupeř Skóre                             | Soupeř Skóre                           | Pořadí           | Soupeř Skóre | Soupeř Skóre | Soupeř Skóre | Soupeř Skóre | Pořadí       |
| ------------------------ | -------------- | -------------------------------------- | ---------------------------------------- | -------------------------------------- | ---------------- | ------------ | ------------ | ------------ | ------------ | ------------ |
| Jan Louda                | Mužská dvouhra | Loh (SGP) · P 13–21, 10–21             | Canjura (ESA) · V 21–12, 21–10           | —                                      | 2.               | nepostoupil  | nepostoupil  | nepostoupil  | nepostoupil  | nepostoupil  |
| Ondřej Král Adam Mendrek | Mužská čtyřhra | Kang / · Seo (KOR) · P 12–21, 17–21    | Jomkoh / · Kedren (THA) · P 10–21, 13–21 | Popov / · Popov (FRA) · P 18–21, 19–21 | 4.               | —            | nepostoupili | nepostoupili | nepostoupili | nepostoupili |
| Tereza Švábíková         | Ženská dvouhra | Buhrovová (UKR) · P 19–21, 21–19,18–21 | Tunjungová (INA) · P 12–21, 18–21        | —                                      | 3.               | nepostoupila | nepostoupila | nepostoupila | nepostoupila | nepostoupila |

## Cyklistika

### Silniční cyklistika
Česká republika si zajistila po jednom místě v obou kategoriích na základě pořadí národů v žebříčku Mezinárodní cyklistické unie. Svaz vybral do závodu Mathiase Vacka a Juliu Kopecky.

#### Muži
| Sportovec     | Disciplína     | Čas      | Pořadí |
| ------------- | -------------- | -------- | ------ |
| Mathias Vacek | Hromadný závod | 6:21:25  | 14.    |
| Mathias Vacek | Časovka        | 37:55,62 | 11.    |

#### Ženy
| Sportovec     | Disciplína     | Čas      | Pořadí |
| ------------- | -------------- | -------- | ------ |
| Julia Kopecký | Hromadný závod | 4:07:00  | 36.    |
| Julia Kopecký | Časovka        | 44:53,75 | 28.    |

### Dráhová cyklistika
Českou republiku reprezentují dva cyklisté pro omnium a madison, na základě olympijského žebříčku UCI.

#### Omnium
Do závodu Omnium byl nominován Denis Rugovac jako náhradník Jana Voneše.
| Sportovec | Kategorie | Hladký závod | Hladký závod | Stíhací závod | Stíhací závod | Vylučovací závod | Vylučovací závod | Bodovací závod | Bodovací závod | Celkem bodů | Celkem bodů |
| Sportovec | Kategorie | Body         | Pořadí       | Body          | Pořadí        | Body             | Pořadí           | Body           | Pořadí         | Body        | Pořadí      |
| --------- | --------- | ------------ | ------------ | ------------- | ------------- | ---------------- | ---------------- | -------------- | -------------- | ----------- | ----------- |
| Jan Voneš | Muži      | 8            | 17.          | 32            | 5.            | 14               | 14.              | 2              | 13.            | 56          | 12.         |

#### Madison
| Sportovec               | Kategorie | Body | Kola | Pořadí |
| ----------------------- | --------- | ---- | ---- | ------ |
| Denis Rugovac Jan Voneš | Muži      | 12   | 0    | 7.     |

### Horská kola
Česká republika si, stejně jako pro silniční závody, zajistila po jednom místě v obou kategoriích na základě pořadí národů v žebříčku Mezinárodní cyklistické unie. Svaz vybral do závodu Ondřeje Cinka a Adélu Holubovou, i přes protesty další potenciální účastnice Jitky Čábelické.
| Sportovec      | Kategorie | Čas     | Pořadí |
| -------------- | --------- | ------- | ------ |
| Ondřej Cink    | Muži      | 1:32,28 | 25.    |
| Adéla Holubová | Ženy      | -2 kola | 31.    |

### BMX
Iveta Miculyčová se kvalifikovala na olympijské hry na základě bronzu z mistrovství světa 2022 a výsledků z kvalifikačních závodů.
| Sportovec        | Disciplína    | 1. kolo | 1. kolo | Finále | Finále |
| Sportovec        | Disciplína    | Body    | Pořadí  | Body   | Pořadí |
| ---------------- | ------------- | ------- | ------- | ------ | ------ |
| Iveta Miculyčová | Freestyle žen | 84,46   | 5. Q    | 82,30  | 6.     |

## Golf
Klára Spilková a Sára Kousková se kvalifikovaly díky postavení v redukovaném světovém žebříčku.
| Sportovec               | Kategorie | 1. kolo | 2. kolo | 3. kolo | 4. kolo | Celkem | Celkem | Celkem |
| Sportovec               | Kategorie | Skóre   | Skóre   | Skóre   | Skóre   | Skóre  | Par    | Pořadí |
| ----------------------- | --------- | ------- | ------- | ------- | ------- | ------ | ------ | ------ |
| Klára Davidson Spilková | Ženy      | 77      | 73      | 70      | 76      | 296    | +8     | 41.    |
| Sára Kousková           | Ženy      | 73      | 77      | 79      | 77      | 306    | +18    | T55.   |

## Gymnastika

### Sportovní gymnastika
Soňa Artamonová se kvalifikovala díky výsledku z víceboje na mistrovství světa v Belgii v předchozím roce.

#### Ženy
| Sportovec       | Disciplína | Kvalifikace | Kvalifikace | Kvalifikace | Kvalifikace | Kvalifikace | Kvalifikace | Finále       | Finále       | Finále       | Finále       | Finále       | Finále       |
| Sportovec       | Disciplína | Nářadí      | Nářadí      | Nářadí      | Nářadí      | Celkem      | Pořadí      | Nářadí       | Nářadí       | Nářadí       | Nářadí       | Celkem       | Pořadí       |
| Sportovec       | Disciplína | P           | Kl          | Př          | B           | Celkem      | Pořadí      | P            | Kl           | Př           | B            | Celkem       | Pořadí       |
| --------------- | ---------- | ----------- | ----------- | ----------- | ----------- | ----------- | ----------- | ------------ | ------------ | ------------ | ------------ | ------------ | ------------ |
| Soňa Artamonová | Víceboj    | 12,300      | 12,966      | 13,000      | 12,333      | 50,599      | 46.         | nepostoupila | nepostoupila | nepostoupila | nepostoupila | nepostoupila | nepostoupila |

## Jachting
| Sportovec        | Disciplína | Závod | Závod | Závod | Závod | Závod | Závod | Závod | Závod | Závod | Závod | Závod | Závod | Závod | Závod | Závod   | Závod   | Závod   | Závod   | Závod   | Závod   | Závod | Závod | Závod | Závod        | Závod        | Finální pořadí |
| Sportovec        | Disciplína | 1     | 2     | 3     | 4     | 5     | 6     | 7     | 8     | 9     | 10    | 11    | 12    | 13    | 14    | 15      | 16      | 17      | 18      | 19      | 20      | RB    | Poř   | QF    | SF           | F            | Finální pořadí |
| ---------------- | ---------- | ----- | ----- | ----- | ----- | ----- | ----- | ----- | ----- | ----- | ----- | ----- | ----- | ----- | ----- | ------- | ------- | ------- | ------- | ------- | ------- | ----- | ----- | ----- | ------------ | ------------ | -------------- |
| Kateřina Švíková | IQFoil žen | 8     | 8     | 18    | 10    | 6     | 7     | 13    | 3     | 14    | 8     | 15    | 5     | 19    | 4     | zrušeny | zrušeny | zrušeny | zrušeny | zrušeny | zrušeny | 101   | 8. Q  | 6.    | nepostoupila | nepostoupila | 9.             |

| Sportovec                    | Disciplína | Závod | Závod | Závod | Závod | Závod | Závod | Závod | Závod | Závod | Závod | Závod | Závod | Závod | Redukované body | Finální pořadí |
| Sportovec                    | Disciplína | 1     | 2     | 3     | 4     | 5     | 6     | 7     | 8     | 9     | 10    | 11    | 12    | Med   | Redukované body | Finální pořadí |
| ---------------------------- | ---------- | ----- | ----- | ----- | ----- | ----- | ----- | ----- | ----- | ----- | ----- | ----- | ----- | ----- | --------------- | -------------- |
| Zofia Burska Sára Tkadlecová | 49erFX žen | 11    | 13    | 7     | 2     | 20    | 15    | 16    | 19    | 18    | 19    | 18    | 16    | –     | 154             | 19.            |

## Jezdectví
První místo získalo Česko díky pořadí v regionálním žebříčku, druhé při rozdělování neobsazených míst.

### Všestranná způsobilost
| Sportovec        | Kůň           | Disciplína  | Drezura      | Drezura | Cross country | Cross country | Cross country | Parkur       | Parkur      | Parkur      | Parkur       | Parkur      | Parkur      | Celkem       | Celkem      |
| Sportovec        | Kůň           | Disciplína  | Drezura      | Drezura | Cross country | Cross country | Cross country | Kvalifikace  | Kvalifikace | Kvalifikace | Finále       | Finále      | Finále      | Celkem       | Celkem      |
| Sportovec        | Kůň           | Disciplína  | Trestné body | Pořadí  | Trestné body  | Celkem        | Pořadí        | Trestné body | Celkem      | Pořadí      | Trestné body | Celkem      | Pořadí      | Trestné body | Pořadí      |
| ---------------- | ------------- | ----------- | ------------ | ------- | ------------- | ------------- | ------------- | ------------ | ----------- | ----------- | ------------ | ----------- | ----------- | ------------ | ----------- |
| Miroslav Trunda  | Shutterflyke  | Jednotlivci | 53,00        | 63.     | 72,00         | 125,00        | 56.           | 30,00        | 155,00      | 50.         | nepostoupil  | nepostoupil | nepostoupil | nepostoupil  | nepostoupil |
| Miloslav Příhoda | Ferreolus Lat | Jednotlivci | 35,70        | 45.     | vyřazen       | vyřazen       | vyřazen       | nepostoupil  | nepostoupil | nepostoupil | nepostoupil  | nepostoupil | nepostoupil | nepostoupil  | nepostoupil |

## Judo
| Sportovec      | Kategorie    | 1. kolo                       | Osmifinále            | Čtvrtfinále     | Semifinále      | Opravy          | Finále / Zápas o 3. místo | Finále / Zápas o 3. místo |
| Sportovec      | Kategorie    | Soupeř Výsledek               | Soupeř Výsledek       | Soupeř Výsledek | Soupeř Výsledek | Soupeř Výsledek | Soupeř Výsledek           | Pořadí                    |
| -------------- | ------------ | ----------------------------- | --------------------- | --------------- | --------------- | --------------- | ------------------------- | ------------------------- |
| David Klammert | -90 kg muži  | Ngayap Hambou (FRA) · P 00–10 | nepostoupil           | nepostoupil     | nepostoupil     | nepostoupil     | nepostoupil               | nepostoupil               |
| Lukáš Krpálek  | 100+ kg muži | Snippe (NED) · V 10–00        | Saitó (JPN) · P 00–10 | nepostoupil     | nepostoupil     | nepostoupil     | nepostoupil               | nepostoupil               |
| Renata Zachová | –65 kg ženy  | Özbasová (HUN) · P 00–01      | nepostoupila          | nepostoupila    | nepostoupila    | nepostoupila    | nepostoupila              | nepostoupila              |

## Kanoistika

### Vodní slalom
Ve vodním slalomu si Česko vybojovalo v kvalifikaci účastnická místa pro závody na kanoi (C-1) i v kajaku (K-1) jak pro muže, tak pro ženy. Pro závody v kajak krosu přímo v soutěžích účastnická místa nezískala, ale britská reprezentace se vzdala svého druhého, dodatečného místa v závodech žen, a tak se do soutěží kvalifikovala i Tereza Fišerová.
Výsledky soutěží: 
| Sportovec         | Kategorie | Kvalifikace | Kvalifikace | Kvalifikace | Kvalifikace | Kvalifikace | Kvalifikace | Semifinále | Semifinále | Finále       | Finále       |
| Sportovec         | Kategorie | 1. jízda    | Pořadí      | 2. jízda    | Pořadí      | Lepší       | Pořadí      | Čas        | Pořadí     | Čas          | Pořadí       |
| ----------------- | --------- | ----------- | ----------- | ----------- | ----------- | ----------- | ----------- | ---------- | ---------- | ------------ | ------------ |
| Lukáš Rohan       | C-1 muži  | 95,63       | 10.         | 97,74       | 8.          | 95,63       | 12. Q       | 101,54     | 10. Q      | 98,09        | 6.           |
| Jiří Prskavec     | K-1 muži  | 83,74       | 2.          | 84,90       | 2.          | 83,74       | 2. Q        | 92,53      | 6. Q       | 91,74        | 8.           |
| Gabriela Satková  | C-1 ženy  | 99,44       | 1.          | 106,54      | 7.          | 99,44       | 1. Q        | 105,55     | 1. Q       | 114,22       | 7.           |
| Antonie Galušková | K-1 ženy  | 96,42       | 6.          | 94,49       | 5.          | 94,49       | 5. Q        | 155,66     | 21.        | nepostoupila | nepostoupila |

#### Kajak kros
| Sportovec         | Kategorie | Kvalifikace | Kvalifikace | 1. kolo | Opravy | Rozjížďka | Čtvrtfinále  | Semifinále   | Finále       | Celkové pořadí |
| Sportovec         | Kategorie | Čas         | Pořadí      | Pořadí  | Pořadí | Pořadí    | Pořadí       | Pořadí       | Pořadí       | Celkové pořadí |
| ----------------- | --------- | ----------- | ----------- | ------- | ------ | --------- | ------------ | ------------ | ------------ | -------------- |
| Jiří Prskavec     | KX-1 muži | 71,71       | 21.         | 3. Op   | 1. Q   | 2. Q      | 3.           | nepostoupil  | nepostoupil  | 11.            |
| Lukáš Rohan       | KX-1 muži | 69,80       | 15.         | 2. R    | volno  | 2. Q      | 2. Q         | 2. Q         | 4.           | 4.             |
| Tereza Fišerová   | KX-1 ženy | 81,17       | 33.         | 3. Op   | 1. Q   | 3.        | nepostoupila | nepostoupila | nepostoupila | 23.            |
| Antonie Galušková | KX-1 ženy | 73,75       | 11.         | 1. R    | volno  | 4.        | nepostoupila | nepostoupila | nepostoupila | 25.            |

Vysvětlivky
1. ↑  Od 1. kola do semifinále se uvádí pořadí v jednotlivé jízdě, ne celkové.

### Rychlostní kanoistika
Čeští kanoisté se kvalifikovali díky výsledkům na mistrovství světa a v kvalifikačních závodech. V kategorii C-1 1000 m muži si vybojoval Martin Fuksa zlatou medaili a v kategorii K-1 1000 m muži ji získal Josef Dostál.
| Sportovec                 | Disciplína      | Rozjížďka | Rozjížďka | Čtvrtfinále | Čtvrtfinále | Semifinále | Semifinále | Finále  | Finále                   |
| Sportovec                 | Disciplína      | Čas       | Pořadí    | Čas         | Pořadí      | Čas        | Pořadí     | Čas     | Pořadí                   |
| ------------------------- | --------------- | --------- | --------- | ----------- | ----------- | ---------- | ---------- | ------- | ------------------------ |
| Josef Dostál              | K-1 1000 m muži | 3:37,83   | 2. Q      | volno       | volno       | 3:29,05    | 3.         | 3:24,07 | Zlatá olympijská medaile |
| Daniel Havel Jakub Špicar | K-2 500 m muži  | 1:29,37   | 3. q      | 1:28,06     | 1. Q        | 1:28,71    | 3. FA      | 1:29,29 | 7.                       |
| Martin Fuksa              | C-1 1000 m muži | 3:50,39   | 1. Q      | volno       | volno       | 3:44,69    | 1. FA      | 3:43,16 | Zlatá olympijská medaile |
| Martin Fuksa Petr Fuksa   | C-2 500 m muži  | 1:41,49   | 3. q      | 1:41,02     | 3. Q        | 1:42,69    | 4. FA      | 1:41,83 | 7.                       |
| Anežka Paloudová          | K-1 500 m ženy  | 1:51,90   | 3. q      | 1:49,43     | 1. Q        | 1:51,47    | 4. FB      | 1:54,31 | 15.                      |

## Lukostřelba
Marie Horáčková se na hry kvalifikovala díky titulu mistryně světa z předchozího roku. Později ji doplnil Adam Li díky vítězství na kvalifikačním turnaji v Turecku.
| Sportovec               | Disciplína      | Rozřazovací kolo | Rozřazovací kolo | 1. kolo                      | 2. kolo              | Osmifinále   | Čtvrtfinále  | Semifinále   | Finále / BM  | Finále / BM  |
| Sportovec               | Disciplína      | Skóre            | Nasazení         | Soupeř Skóre                 | Soupeř Skóre         | Soupeř Skóre | Soupeř Skóre | Soupeř Skóre | Soupeř Skóre | Pořadí       |
| ----------------------- | --------------- | ---------------- | ---------------- | ---------------------------- | -------------------- | ------------ | ------------ | ------------ | ------------ | ------------ |
| Adam Li                 | Muži            | 627              | 61.              | Bommadevara (IND) · 0P 1–7   | nepostoupil          | nepostoupil  | nepostoupil  | nepostoupil  | nepostoupil  | nepostoupil  |
| Marie Horáčková         | Ženy            | 651              | 31.              | Abdusattorová (UZB) · 0V 6–2 | Namová (KOR) · P 3–7 | nepostoupila | nepostoupila | nepostoupila | nepostoupila | nepostoupila |
| Adam Li Marie Horáčková | Smíšené dvojice | 1278             | 25.              | —                            | —                    | nepostoupili | nepostoupili | nepostoupili | nepostoupili | nepostoupili |

## Moderní pětiboj

### Základní kolo a semifinále
| Sportovec        | Disciplína | Šerm (kord na jeden zásah) | Šerm (kord na jeden zásah) | Šerm (kord na jeden zásah) | Šerm (kord na jeden zásah) | Plavání (200 m volný způsob) | Plavání (200 m volný způsob) | Plavání (200 m volný způsob) | Jezdectví (parkúrové skákání) | Jezdectví (parkúrové skákání) | Jezdectví (parkúrové skákání) | Kombinace: střelba/běh (10 m vzduchová puška)/(3200 m) | Kombinace: střelba/běh (10 m vzduchová puška)/(3200 m) | Kombinace: střelba/běh (10 m vzduchová puška)/(3200 m) | Celkem body | Celkové pořadí |
| Sportovec        | Disciplína | Výsledky                   | Pořadí                     | Body                       | Bonusové kolo              | Čas                          | Pořadí                       | Body                         | Trestné sekundy               | Pořadí                        | Body                          | Čas                                                    | Pořadí                                                 | Body                                                   | Celkem body | Celkové pořadí |
| ---------------- | ---------- | -------------------------- | -------------------------- | -------------------------- | -------------------------- | ---------------------------- | ---------------------------- | ---------------------------- | ----------------------------- | ----------------------------- | ----------------------------- | ------------------------------------------------------ | ------------------------------------------------------ | ------------------------------------------------------ | ----------- | -------------- |
| Martin Vlach     | Muži       | 12–32                      | 32.                        | 185                        | 2                          | 2:07,93                      | 16.                          | 295                          | 0                             | 3.                            | 300                           | 9:47,46                                                | 1.                                                     | 713 OR                                                 | 1495        | 10.            |
| Marek Grycz      | Muži       | 10-25                      | 34.                        | 175                        | 0                          | 2:00,60                      | 6.                           | 309                          | 14                            | 12.                           | 286                           | 10:16,03                                               | 8.                                                     | 684                                                    | 1454        | 14.            |
| Lucie Hlaváčková | Ženy       | 16–19                      | 22.                        | 205                        | 2                          | 2:19,46                      | 11.                          | 272                          | 0                             | 1.                            | 300                           | 11:24,77                                               | 4.                                                     | 616                                                    | 1395        | 6. Q           |
| Veronika Novotná | Ženy       | 15–8                       | 4.                         | 235                        | 2                          | 2:20,97                      | 13.                          | 269                          | 7                             | 12.                           | 293                           | 13:03,98                                               | 18.                                                    | 517                                                    | 1316        | 14.            |

### Finále
| Sportovec        | Disciplína | Šerm (bonus. kolo) | Plavání (200 m volný způsob) | Plavání (200 m volný způsob) | Plavání (200 m volný způsob) | Jezdectví (parkúrové skákání) | Jezdectví (parkúrové skákání) | Jezdectví (parkúrové skákání) | Kombinace: střelba/běh (10 m vzduchová puška)/(3200 m) | Kombinace: střelba/běh (10 m vzduchová puška)/(3200 m) | Kombinace: střelba/běh (10 m vzduchová puška)/(3200 m) | Celkem body | Celkové pořadí |
| Sportovec        | Disciplína | Bonusové kolo      | Čas                          | Pořadí                       | Body                         | Trestné sekundy               | Pořadí                        | Body                          | Čas                                                    | Pořadí                                                 | Body                                                   | Celkem body | Celkové pořadí |
| ---------------- | ---------- | ------------------ | ---------------------------- | ---------------------------- | ---------------------------- | ----------------------------- | ----------------------------- | ----------------------------- | ------------------------------------------------------ | ------------------------------------------------------ | ------------------------------------------------------ | ----------- | -------------- |
| Lucie Hlaváčková | Ženy       | 4                  | 2:20,54                      | 13.                          | 269                          | 0                             | 11.                           | 293                           | 11:08,44                                               | 6.                                                     | 632                                                    | 1403        | 10.            |

## Plavání

### Muži
| Sportovec       | Disciplína    | Rozplavba | Rozplavba | Semifinále  | Semifinále  | Finále      | Finále      |
| Sportovec       | Disciplína    | Čas       | Pořadí    | Čas         | Pořadí      | Čas         | Pořadí      |
| --------------- | ------------- | --------- | --------- | ----------- | ----------- | ----------- | ----------- |
| Miroslav Knedla | 100 m znak    | 53,41     | 10. Q     | 53,44       | 12.         | nepostoupil | nepostoupil |
| Daniel Gracík   | 100 m volně   | 49,65     | 39.       | nepostoupil | nepostoupil | nepostoupil | nepostoupil |
| Daniel Gracík   | 100 m motýlek | 52,61     | 27.       | nepostoupil | nepostoupil | nepostoupil | nepostoupil |
| Martin Straka   | 10 km maraton | —         | —         | —           | —           | 1:57:22,9   | 20.         |

### Ženy
| Sportovec         | Disciplína           | Rozplavba | Rozplavba | Semifinále   | Semifinále   | Finále       | Finále       |
| Sportovec         | Disciplína           | Čas       | Pořadí    | Čas          | Pořadí       | Čas          | Pořadí       |
| ----------------- | -------------------- | --------- | --------- | ------------ | ------------ | ------------ | ------------ |
| Barbora Seemanová | 100 m volně          | 54,66     | 17. QR    | 53,94        | 13.          | nepostoupila | nepostoupila |
| Barbora Seemanová | 200 m volně          | 1:57,02   | 10. Q     | 1:56,06      | 6. Q         | 1:55,47      | 6.           |
| Barbora Seemanová | 100 m motýlek        | 57,50     | 9. Q      | 57,64        | 11.          | nepostoupila | nepostoupila |
| Barbora Seemanová | 200 m polohový závod | 2:13,47   | 22.       | nepostoupila | nepostoupila | nepostoupila | nepostoupila |
| Kristýna Horská   | 100 m prsa           | 1:08,96   | 28.       | nepostoupila | nepostoupila | nepostoupila | nepostoupila |
| Kristýna Horská   | 200 m prsa           | 2:26,28   | 16. Q     | 2:25,77      | 15.          | nepostoupila | nepostoupila |

## Sportovní lezení
| Sportovec  | Disciplína     | Kvalifikace | Kvalifikace | Kvalifikace | Kvalifikace | Kvalifikace | Kvalifikace | Finále     | Finále     | Finále    | Finále    | Finále | Finále |
| Sportovec  | Disciplína     | Bouldering  | Bouldering  | Obtížnost   | Obtížnost   | Celkem      | Celkem      | Bouldering | Bouldering | Obtížnost | Obtížnost | Celkem | Celkem |
| Sportovec  | Disciplína     | Body        | Pořadí      | Body        | Pořadí      | Body        | Pořadí      | Body       | Pořadí     | Body      | Pořadí    | Body   | Pořadí |
| ---------- | -------------- | ----------- | ----------- | ----------- | ----------- | ----------- | ----------- | ---------- | ---------- | --------- | --------- | ------ | ------ |
| Adam Ondra | Kombinace mužů | 48,7        | 5.          | 68,1        | 2.          | 116,8       | 3. Q        | 24,1       | 7.         | 96,0      | 1.        | 120,1  | 6.     |

## Sportovní střelba

### Muži
| Sportovec         | Disciplína                 | Kvalifikace | Kvalifikace | Finále      | Finále      |
| Sportovec         | Disciplína                 | Body        | Pořadí      | Body        | Pořadí      |
| ----------------- | -------------------------- | ----------- | ----------- | ----------- | ----------- |
| Jiří Přívratský   | 10 m vzduchová puška       | 627,8       | 23.         | nepostoupil | nepostoupil |
| František Smetana | 10 m vzduchová puška       | 625,5       | 38.         | nepostoupil | nepostoupil |
| Jiří Přívratský   | 50 m třípolohová malorážka | 590-35x#    | 8. Q        | 440,7       | 4.          |
| Petr Nymburský    | 50 m třípolohová malorážka | 590-32x#    | 9.          | nepostoupil | nepostoupil |
| Matěj Rampula     | 10 m vzduchová pistole     | 571         | 23.         | nepostoupil | nepostoupil |
| Martin Podhráský  | 25 m rychlopalná pistole   | 573-11x#    | 27.         | nepostoupil | nepostoupil |
| Matěj Rampula     | 25 m rychlopalná pistole   | 581-22x#    | 14.         | nepostoupil | nepostoupil |
| Jiří Lipták       | Trap                       | 119         | 18.         | nepostoupil | nepostoupil |
| Jakub Tomeček     | Skeet                      | 121         | 12.         | nepostoupil | nepostoupil |

### Ženy
| Sportovec           | Disciplína                 | Kvalifikace | Kvalifikace | Finále       | Finále       |
| Sportovec           | Disciplína                 | Body        | Pořadí      | Body         | Pořadí       |
| ------------------- | -------------------------- | ----------- | ----------- | ------------ | ------------ |
| Veronika Blažíčková | 10 m vzduchová puška       | 625,1       | 34.         | nepostoupila | nepostoupila |
| Veronika Blažíčková | 50 m třípolohová malorážka | 584-32x#    | 16.         | nepostoupila | nepostoupila |
| Barbora Šumová      | Skeet                      | 114         | 22.         | nepostoupila | nepostoupila |

Vysvětlivka: # počet získaných bodů-počet zásahů na střed terče

### Smíšené disciplíny
| Sportovec                           | Disciplína           | Kvalifikace | Kvalifikace | Finále / BM  | Finále / BM  |
| Sportovec                           | Disciplína           | Body        | Pořadí      | Body         | Pořadí       |
| ----------------------------------- | -------------------- | ----------- | ----------- | ------------ | ------------ |
| Jiří Přívratský Veronika Blažíčková | 10 m vzduchová puška | 623,6       | 24.         | nepostoupili | nepostoupili |
| Jakub Tomeček Barbora Šumová        | Skeet                | 143         | 8.          | nepostoupili | nepostoupili |

## Stolní tenis
Česká republika přihlásila do Paříže 2024 jednu stolní tenistku. Hana Matelová se do her kvalifikovala na základě nominace mezi dvanáct nejlepších hráček žebříčku v ženské třídě jednotlivců a to zveřejněním konečného světového žebříčku pro Paříž 2024.
| Sportovec     | Disciplína     | Předkolo        | 1. kolo            | 2. kolo                  | 3. kolo         | Osmifinále      | Čtvrtfinále     | Semifinále      | Finále / Zápas o 3. místo | Finále / Zápas o 3. místo |
| Sportovec     | Disciplína     | Soupeř Výsledek | Soupeř Výsledek    | Soupeř Výsledek          | Soupeř Výsledek | Soupeř Výsledek | Soupeř Výsledek | Soupeř Výsledek | Soupeř Výsledek           | Pořadí                    |
| ------------- | -------------- | --------------- | ------------------ | ------------------------ | --------------- | --------------- | --------------- | --------------- | ------------------------- | ------------------------- |
| Hana Matelová | Ženská dvouhra | volný los       | Jang (MON) · V 4–2 | Eerlandová (NED) · P 3–4 | nepostoupila    | nepostoupila    | nepostoupila    | nepostoupila    | nepostoupila              | nepostoupila              |

## Šerm
| Sportovec                                        | Disciplína | 1. kolo               | 2. kolo                   | Osmifinále             | Čtvrtfinále            | Semifinále               | Finále / BM             | Finále / BM                 |
| Sportovec                                        | Disciplína | Soupeř Skóre          | Soupeř Skóre              | Soupeř Skóre           | Soupeř Skóre           | Soupeř Skóre             | Soupeř Skóre            | Pořadí                      |
| ------------------------------------------------ | ---------- | --------------------- | ------------------------- | ---------------------- | ---------------------- | ------------------------ | ----------------------- | --------------------------- |
| Jiří Beran                                       | Kord       | volný los             | Cannone (FRA) · P 8–15    | nepostoupil            | nepostoupil            | nepostoupil              | nepostoupil             | nepostoupil                 |
| Jakub Jurka                                      | Kord       | Mohsen (EGY) · V 15–8 | Siklósi (HUN) · P 5–15    | nepostoupil            | nepostoupil            | nepostoupil              | nepostoupil             | nepostoupil                 |
| Martin Rubeš                                     | Kord       | volný los             | Di Veroli (ITA) · P 10–14 | nepostoupil            | nepostoupil            | nepostoupil              | nepostoupil             | nepostoupil                 |
| Jiří Beran Jakub Jurka Martin Rubeš *Michal Čupr | Kord týmy  | —                     | —                         | —                      | Itálie (ITA) · V 43–38 | Japonsko (JPN) · P 37–45 | Francie (FRA) · V 43–41 | Bronzová olympijská medaile |
| Alexander Choupenitch                            | Fleret     | volný los             | Siess (POL) · V 15–3      | Bianchi (ITA) · P 5–15 | nepostoupil            | nepostoupil              | nepostoupil             | nepostoupil                 |

* Náhradník

## Taekwondo
| Sportovec        | Disciplína     | Osmifinále            | Čtvrtfinále     | Semifinále      | Oprava          | Finále / Zápas o 3. místo | Finále / Zápas o 3. místo |
| Sportovec        | Disciplína     | Soupeř Výsledek       | Soupeř Výsledek | Soupeř Výsledek | Soupeř Výsledek | Soupeř Výsledek           | Pořadí                    |
| ---------------- | -------------- | --------------------- | --------------- | --------------- | --------------- | ------------------------- | ------------------------- |
| Dominika Hronová | do 57 kg ženy  | Parková (CAN) · P 0–2 | nepostoupila    | nepostoupila    | nepostoupila    | nepostoupila              | nepostoupila              |
| Petra Štolbová   | nad 67 kg ženy | Lee (KOR) · P 0–2     | nepostoupila    | nepostoupila    | nepostoupila    | nepostoupila              | nepostoupila              |

## Tenis

### Muži
| Sportovec                  | Disciplína     | 1. kolo                                        | 2. kolo                                        | Osmifinále   | Čtvrtfinále                                | Semifinále                          | Finále / BM                       | Finále / BM |
| Sportovec                  | Disciplína     | Soupeř Skóre                                   | Soupeř Skóre                                   | Soupeř Skóre | Soupeř Skóre                               | Soupeř Skóre                        | Soupeř Skóre                      | Pořadí      |
| -------------------------- | -------------- | ---------------------------------------------- | ---------------------------------------------- | ------------ | ------------------------------------------ | ----------------------------------- | --------------------------------- | ----------- |
| Tomáš Macháč               | Mužská dvouhra | Čang (CHN) · V 6–2, 4–6, 6–2                   | Zverev (GER) · P 3–6, 5–7                      | nepostoupil  | nepostoupil                                | nepostoupil                         | nepostoupil                       | nepostoupil |
| Jakub Menšík               | Mužská dvouhra | Ševčenko (KAZ) · V 6–3, 6–4                    | Paul (USA) · P 3–6, 1–6                        | nepostoupil  | nepostoupil                                | nepostoupil                         | nepostoupil                       | nepostoupil |
| Tomáš Macháč Adam Pavlásek | Mužská čtyřhra | Salisbury / · Skupski (GBR) · V 4–6, 6–3, 10–8 | Jarry / · Tabilo (CHI) · V 5–7, 7–6(7–6), 10–4 | —            | Krawietz / · Pütz (GER) · V 3–6, 6–1, 10–5 | Krajicek / · Ram (USA) · P 2–6, 2–6 | Fritz / · Paul (USA) · P 3–6, 4–6 | 4.          |

### Ženy
| Sportovec                             | Disciplína     | 1. kolo                                                   | 2. kolo                                         | Osmifinále                               | Čtvrtfinále                                   | Semifinále                                  | Finále / BM                                     | Finále / BM  |
| Sportovec                             | Disciplína     | Soupeřka Skóre                                            | Soupeřka Skóre                                  | Soupeřka Skóre                           | Soupeřka Skóre                                | Soupeřka Skóre                              | Soupeřka Skóre                                  | Pořadí       |
| ------------------------------------- | -------------- | --------------------------------------------------------- | ----------------------------------------------- | ---------------------------------------- | --------------------------------------------- | ------------------------------------------- | ----------------------------------------------- | ------------ |
| Kateřina Siniaková                    | Ženská dvouhra | Burelová (FRA) · P 6–7(3–7), 4–6                          | nepostoupila                                    | nepostoupila                             | nepostoupila                                  | nepostoupila                                | nepostoupila                                    | nepostoupila |
| Karolína Muchová                      | Ženská dvouhra | Fernandezová (CAN) · P 1–6, 6–4, 2–6                      | nepostoupila                                    | nepostoupila                             | nepostoupila                                  | nepostoupila                                | nepostoupila                                    | nepostoupila |
| Barbora Krejčíková                    | Ženská dvouhra | Sorribes Tormová (ESP) · V 4–6, 6–0, 7–6(7–3)             | Wang (CHN) · V 6–3, 6–2                         | Svitolinová (UKR) · V 7–6(7–5), 2–6, 6–4 | Schmiedlová (SVK) · P 4–6, 2–6                | nepostoupila                                | nepostoupila                                    | nepostoupila |
| Linda Nosková                         | Ženská dvouhra | Wang (CHN) · P 3–6, 3–6                                   | nepostoupila                                    | nepostoupila                             | nepostoupila                                  | nepostoupila                                | nepostoupila                                    | nepostoupila |
| Barbora Krejčíková Kateřina Siniaková | Ženská čtyřhra | Čan / · Chan (TPE) · V 6–4, 6–0                           | Aojamová / · Šibaharaová (JPN) · V 7–5, 6–4     | —                                        | Andrejevová / · Šnajderová (AIN) · P 1–6, 5–7 | nepostoupily                                | nepostoupily                                    | nepostoupily |
| Karolína Muchová Linda Nosková        | Ženská čtyřhra | Alexandrovová / · Vesninová (AIN) · V 2–6, 7–6(7–5), 10–6 | Gauffová / · Pegulaová (USA) · V 2–6, 6–4, 10–5 | —                                        | Sie / · Cchao (TPE) · V 1–6, 6–4, 14–12       | Erraniová / · Paoliniová (ITA) · P 3–6, 2–6 | Bucșová / · Sorribes Tormová (ESP) · P 2–6, 2–6 | 4.           |

### Smíšené
| Sportovec                       | Disciplína      | Osmifinále                                 | Čtvrtfinále                                 | Semifinále                                       | Finále / BM                            | Finále / BM              |
| Sportovec                       | Disciplína      | Soupeř Skóre                               | Soupeř Skóre                                | Soupeř Skóre                                     | Soupeř Skóre                           | Pořadí                   |
| ------------------------------- | --------------- | ------------------------------------------ | ------------------------------------------- | ------------------------------------------------ | -------------------------------------- | ------------------------ |
| Kateřina Siniaková Tomáš Macháč | Smíšená čtyřhra | Siegemundová / · Zverev (GER) · V 6–4, 7–5 | Šibaharaová / · Nišikori (JPN) · V 7–5, 6–2 | Dabrowská / · Auger-Aliassime (CAN) · V 6–3, 6–3 | Wang / · Čang (CHN) · V 6–2, 5–7, 10-8 | Zlatá olympijská medaile |

## Triatlon
| Sportovec      | Disciplína | Plavání (1,5 km) | Mezičas 1 | Kolo (40 km) | Mezičas 2 | Běh (10 km) | Celkový čas | Pořadí |
| -------------- | ---------- | ---------------- | --------- | ------------ | --------- | ----------- | ----------- | ------ |
| Petra Kuříková | Ženy       | 24:02            | 0:57      | 1:00:40      | 0:30      | 34:53       | 2:01:02     | 29.    |

## Veslování
| Sportovec                           | Disciplína                  | Rozjížďka | Rozjížďka | Opravy | Opravy | Semifinále | Semifinále | Finále  | Finále | Celkové pořadí |
| Sportovec                           | Disciplína                  | Čas       | Pořadí    | Čas    | Pořadí | Čas        | Pořadí     | Čas     | Pořadí | Celkové pořadí |
| ----------------------------------- | --------------------------- | --------- | --------- | ------ | ------ | ---------- | ---------- | ------- | ------ | -------------- |
| Jiří Šimánek Miroslav Vraštil       | Dvojskif lehkých vah mužů   | 6:34,33   | 2. QSF    | volno  | volno  | 6:25,99    | 3. FA      | 6:21,00 | 6.     | 6.             |
| Lenka Lukšová Anna Šantrůčková      | Dvojskif žen                | 6:55,16   | 2. QSF    | volno  | volno  | 6:54,76    | 4. FB      | 6:49,92 | 2.     | 8.             |
| Pavlína Flamíková Radka Novotníková | Dvojka bez kormidelnice žen | 7:28,23   | 3. QSF    | volno  | volno  | 7:33,68    | 6. FB      | 7:10,46 | 4.     | 10.            |

## Volejbal

### Plážový volejbal
| Sportovec                               | Kategorie | Základní skupina                              | Základní skupina                                | Základní skupina                                       | Základní skupina | Baráž o osmifinále                                        | Osmifinále                                   | Čtvrtfinále  | Semifinále   | Finále       | Pořadí       |
| Sportovec                               | Kategorie | Soupeř Skóre                                  | Soupeř Skóre                                    | Soupeř Skóre                                           | Pořadí           | Soupeř Skóre                                              | Soupeř Skóre                                 | Soupeř Skóre | Soupeř Skóre | Soupeř Skóre | Pořadí       |
| --------------------------------------- | --------- | --------------------------------------------- | ----------------------------------------------- | ------------------------------------------------------ | ---------------- | --------------------------------------------------------- | -------------------------------------------- | ------------ | ------------ | ------------ | ------------ |
| Ondřej Perušič David Schweiner          | Muži      | Schachter / · Dearing (CAN) · V 21–17, 21–19  | Hörl / · Horst (AUT) · V 21–18, 21–13           | Evandro / · Arthur (BRA) · P 18–21, 16–21              | 2.               | volno                                                     | Boermans / · de Groot (NED) · P 18–21, 16–21 | nepostoupili | nepostoupili | nepostoupili | nepostoupili |
| Barbora Hermannová Marie-Sára Štochlová | Ženy      | Hughesová / · Chengová (USA) · P 16–21, 11–21 | Müllerová / · Tillmannová (GER) · P 17–21, 9–21 | Vieiraová / · Chamereauová (FRA) · V 13–21, 21–18,15–9 | 3.               | Humana-Paredesová / · Wilkersonová (CAN) · P 15–21, 12–21 | nepostoupily                                 | nepostoupily | nepostoupily | nepostoupily | nepostoupily |

## Vzpírání
| Sportovec    | Disciplína      | Trh      | Trh    | Nadhoz   | Nadhoz | Součet | Pořadí |
| Sportovec    | Disciplína      | Výsledek | Pořadí | Výsledek | Pořadí | Součet | Pořadí |
| ------------ | --------------- | -------- | ------ | -------- | ------ | ------ | ------ |
| Kamil Kučera | Muži nad 102 kg | 110 kg   | 11.    | 140 kg   | 11.    | 250 kg | 11.    |